# Liste der Herrscher Englands
Die Liste der Herrscher Englands enthält die souveränen Staatsoberhäupter des Königreichs England von dessen Einigung im 9. Jahrhundert bis zum Jahr 1707, als es durch den Act of Union im Königreich Großbritannien aufging.
Traditionell wird König Egbert von Wessex als erster in den Königslisten Englands geführt, da er der Erste aus dem Haus der Könige von Wessex war, der zumindest zeitweise eine Oberherrschaft über die angelsächsische Heptarchie auf der britischen Insel etablieren konnte. Seine Nachkommen vereinten die Kleinkönigreiche der Angeln und Sachsen zu einem angelsächsischen Königreich, das ab dem frühen 10. Jahrhundert schlicht auch England genannt wurde.
Nach der Invasion durch Wilhelm den Eroberer im Jahr 1066 stand England kulturell und politisch unter dem Einfluss des französischen Festlandes und ging 1154 schließlich in das Territorialkonglomerat des Hauses Plantagenet ein, das sogenannte angevinische Reich. Ab dem späten 12. Jahrhundert unterwarfen die englischen Könige schrittweise die irische Insel und Wales. Im frühen 13. Jahrhundert zerbrach das angevinische Reich, das Haus Plantagenet wandelte sich nach und nach in eine rein englische Dynastie. Der normannischstämmige Adel integrierte sich in die angelsächsische Bevölkerung und nahm nun schrittweise ein eigenständiges englisches Nationalbewusstsein an.
1541 wurde das Königreich Irland gegründet, das in Personalunion mit England verbunden war. Ab 1603 bestand auch eine Personalunion mit Schottland, die schließlich 1707 in eine Realunion unter dem Namen Königreich Großbritannien gewandelt wurde (siehe Liste der britischen Monarchen).

## Liste

### Angelsächsische Dynastie (Haus Wessex) (802–1013)
| Bild | Name Alternativnamen (Lebensdaten)                                 | Regierungs- zeit | Verwandt- schaft                   | Anmerkungen |
| ---- | ------------------------------------------------------------------ | ---------------- | ---------------------------------- | --- |
|      | Egbert Ecgberht oder Ecgbriht (* 770; † 839)                       | 802–839          | Sohn des Königs Ealhmund von Kent  | Egbert baute Wessex zum mächtigsten Königreich der angelsächsischen Heptarchie auf und eroberte 829 das bis dahin dominierende Mercia. Seither wurde er als „Bretwalda“ (bretenanwealda) anerkannt, was einen Oberherrschaftsanspruch auf der britischen Insel implizierte. |
|      | Æthelwulf Æþelwulf (* um 800; † 13. Januar 858)                    | 839–858          | Sohn des Vorgängers                | Unterwarf East Anglia, Kent, Sussex und Essex als Unterkönigreiche für Wessex. Unternahm eine Pilgerfahrt nach Rom und wurde 856 von seinem ältesten Sohn vom angelsächsischen Thron gestoßen. Bei seiner Rückkehr übernahm er jedoch zumindest die Herrschaft der vorgenannten Unterkönigreiche, die er nach seinem Tod testamentarisch dem jüngeren Sohn weitergab und damit seine Herrschaft auf seine Söhne aufteilte. |
|      | Æthelbald Æþelbald (* um 834; † 20. Dezember 860)                  | 855–860          | Sohn des Vorgängers                | Stürzte zunächst seinen Vater, indem er sich in seiner Abwesenheit zum König krönen ließ. Dieser akzeptierte bei seiner Rückkehr jedoch den Sohn als Regent bzw. Mitkönig und beließ ihn auf dem Thron von Wessex, während er die übrigen Gebiete unter der Herrschaft der beiden weiterregierte. |
|      | Æthelberht Æþelberht (* um 835; † 865)                             | 860–865          | Bruder des Vorgängers              | War in Nachfolge seines Vaters bereits Unterkönig in Kent, Sussex und Surrey ab 858, als er seinen Bruder beerbte und damit das Herrschaftsgebiet seines Vaters wiedervereinte. In seiner Zeit fielen Wikinger in Nordostengland ein, die zeitweilig auch bis nach Wessex zogen. |
|      | Æthelred Æþelræd (* um 837; † 23. April 871)                       | 865–871          | Bruder des Vorgängers              | Zu Beginn seiner Herrschaft drangen große dänische Wikingerarmeen (das sogenannte Große Heidnische Heer) in England ein, gegen deren Invasion er zusammen mit seinem Bruder Alfred mit wechselseitigem Erfolg kämpfte. Sie zerstörten in den folgenden Jahren die Königreiche Northumbria und East Anglia und begründeten einige dänische Siedlungen. Auch setzten sie sich in Mercia fest, das freigekauft werden musste. Danach wandten sich die Dänen nach Wessex, wogegen er und Alfred vergeblich sich zu verteidigen suchten und er in einer Schlacht fiel.                                   |
|      | Alfred der Große Ælfred (* um 847/849; † 26. Oktober 899)          | 871–899          | Bruder des Vorgängers              | Drängte die Dänen aus Wessex zurück und baute gegen diese Befestigungsanlagen im Land aus. Schwächte erfolgreich das von den Skandinaviern beherrschte Danelag. Förderte den Klosterbau und begünstigte eine Blüte der angelsächsischen Kultur. Nannte sich als erster „König der Angelsachsen“ (Anglorum Saxonum rex). |
|      | Eduard der Ältere Ēadweard se Ieldra (* um 871; † 17. Juli 924)    | 899–924          | Sohn des Vorgängers                | Nannte sich ebenfalls „König der Angelsachsen“ und drängte die Dänen bis hinter den Humber zurück. |
|      | Æthelweard (* um 904; † 2. August 924)                             | 924              | Sohn des Vorgängers                | Seine Herrschaft ist umstritten, regierte wohl nur wenige Tage. |
|      | Æthelstan Æþelstān (* um 894; † 27. Oktober 939)                   | 924–939          | Bruder des Vorgängers              | Eroberte 927 das dänische Königreich Jórvík (Northumbria) und wurde als Oberherr Britanniens anerkannt. Er war damit der erste König, der über das gesamte Gebiet herrschte, das heute England ausmacht. Nannte sich auch als Erster „König der Engländer“ (rex Anglorum). |
|      | Edmund der Prächtige Ēadmund (* um 922; † 26. Mai 946)             | 939–946          | Bruder des Vorgängers              | Kämpfte gegen die Dänen um die Herrschaft über Northumbria. Bot dem fränkischen Königssohn Ludwig (dem Überseeischen) Exil. |
|      | Eadred (* um 924; † 23. November 955)                              | 946–955          | Bruder des Vorgängers              | Schloss die Eroberung Northumbrias erfolgreich ab. |
|      | Eadwig (* um 941; † 1. Oktober 959)                                | 955–959          | Sohn von Edmund I. (der Prächtige) | Verbannte den heiligen Dunstan von Canterbury. Northumbria und Mercia sagten sich 957 unter seinem Bruder von ihm los. |
|      | Edgar der Friedfertige Eadgar (* 939; † 12. Juli 975)              | 959–975          | Bruder des Vorgängers              | Herrschte bereits seit 957 in Northumbria und Mercia, bevor er seinen Bruder auf den Thron von Wessex nachfolgte. Seine Herrschaft war weitgehend ruhig und konfliktfrei. |
|      | Eduard der Märtyrer Ēadweard (* um 962; † 18. März 978)            | 975–978          | Sohn des Vorgängers                | Wurde nach kurzer Regierungszeit von seiner Stiefmutter ermordet. 1008 heiliggesprochen. |
|      | Æthelred der Unberatene Æþelræd Unræd (* um 968; † 23. April 1016) | 978–1013         | Halbbruder des Vorgängers          | Erbte den Thron durch den Mord seiner Mutter an seinem Halbbruder. Zu seiner Zeit nahmen die Überfälle der Wikinger aus Dänemark und Norwegen wieder zu, denen er mit hohen Tributzahlungen (Danegeld) zu begegnen suchte. Stand zeitweilig mit dem Herzog der Normannen in Konflikt (Landung im Cotentin 991), den er durch seine Heirat mit dessen Schwester beendete. Ordnete in Angst vor einem Anschlag gegen sich die Ermordung aller Dänen in England an und beschwor damit die Rache des Sven Gabelbart herauf, von dem er nach zahlreichen Versuchen schließlich ins Exil getrieben wurde. |

### Angelsachsen und Dänen (1013–1066)
| Bild                                                          | Name Alternativnamen (Lebensdaten)                                      | Regierungs- zeit        | Verwandt- schaft | Anmerkungen |
| ------------------------------------------------------------- | ----------------------------------------------------------------------- | ----------------------- | --- | --- |
|                                                               | Sven Gabelbart Svend Tveskæg (* um 965; † 3. Februar 1014)              | 1013–1014               | Sohn von Harald Blauzahn | König von Dänemark. Eroberte England und herrschte dort ein Jahr, ohne gekrönt zu werden. |
|                                                               | Æthelred der Unberatene Æþelræd Unræd (* um 968; † 23. April 1016)      | 1014–1016               | | Kehrte nach dem Tod Svens aus seinem Exil zurück, wurde vom angelsächsischen Witan erneut zum König proklamiert und vertrieb Knut, den Sohn seines Rivalen, zunächst nach Dänemark. 1015 landete Knut wieder in England und nahm die Belagerung Londons auf, bei der Æthelred starb.                                 |
|                                                               | Edmund Eisenseite Ēadmund Isen-Healf (* um 989; † 30. November 1016)    | 1016                    | Sohn des Vorgängers | War Knut im Kampf unterlegen und erhielt Wessex als Unterkönigreich des dänischen Englands. Starb noch im selben Jahr wie sein Vater. |
| Knut der Große Knud den Store (* um 995; † 12. November 1035) | 1016–1035                                                               | Sohn von Sven Gabelbart | Setzte auf die Nachricht vom Tod seines Vaters nach England über und unterwarf das Königreich nach dem Tod Edmunds Eisenseite. Begründete ein nordisches Reich, in dem er über Dänemark, England und Norwegen herrschte. Heiratete die Witwe von Æthelred. Etablierte in England das System der Earldoms. | |
|                                                               | Harald I. Hasenfuß Harald Harefod (* um 1016; † 17. März 1040)          | 1035–1040               | Sohn des Vorgängers | Behauptete sein Königtum mit der Unterstützung des Earls Godwin gegen die alte angelsächsische Dynastie und seinen Halbbruder. |
|                                                               | Hardiknut Hardeknud (* um 1018/1019; † 8. Juni 1042)                    | 1040–1042               | Halbbruder des Vorgängers | Folgte seinem Vater als König in Dänemark, wurde von seinem Halbbruder aber aus England vertrieben. Nach dessen Tod konnte er den englischen Thron besteigen. Als er starb, wurde die angelsächsische Dynastie restauriert.                                                                                          |
|                                                               | Eduard der Bekenner Ēadƿeard se Andettere (* um 1004; † 5. Januar 1066) | 1042–1066               | Sohn von Æthelred | Stützte seine Herrschaft auf dänische und normannische Gefolgsleute. War von besonders religiösem Charakter und begann den Bau der Westminster Abbey. Wehrte erfolgreich Thronansprüche aus Norwegen und Dänemark ab. Schlug die Revolte des Earl Godwin nieder, förderte aber danach dessen Söhne, darunter Harald. |
|                                                               | Harald II. Harold Godwinesson (* 1022; † 14. Oktober 1066)              | 1066                    | Sohn von Earl Godwin und Schwager seines Vorgängers | Earl von Wessex. Durch den Witan zum König gewählt, schlug er eine norwegische Invasion an der Stamford Bridge zurück. Starb im Kampf gegen Wilhelm den Eroberer in der Schlacht bei Hastings. |
|                                                               | Edgar Ætheling Eadgar Æþeling (* um 1051; † um 1125)                    | 1066                    | Enkel von Edmund Eisenseite | Nach der Schlacht bei Hastings vom Witan zum König gewählt, aber nicht gekrönt. War gegen den vorrückenden Wilhelm unterlegen und musste sich ihm im Dezember 1066 ergeben. |

### Normannische Dynastie (Rolloniden) (1066–1154)
| Bild | Name Alternativnamen (Lebensdaten)                                               | Regierungs- zeit | Verwandt- schaft                        | Anmerkungen |
| ---- | -------------------------------------------------------------------------------- | ---------------- | --------------------------------------- | --- |
|      | Wilhelm I. der Eroberer Guillaume le Conquérant (* 1027/28; † 9. September 1087) | 1066–1087        | Neffe 2. Grades von Eduard dem Bekenner | Herzog der Normandie (Wilhelm der Bastard). Beanspruchte die Nachfolge Eduards, führte 1066 die Invasion auf der britischen Insel und besiegte in der Schlacht bei Hastings seinen Rivalen Harald II. Im Anschluss unterwarf er das angelsächsische Königreich und begründete das anglo-normannische Reich. Ließ das Domesday Book erstellen und den Tower of London errichten.                                                                                                   |
|      | Wilhelm II. Rufus Guillaume le Roux (* 1056; † 2. August 1100)                   | 1087–1100        | Sohn des Vorgängers                     | Erbte von seinem Vater das englische Königreich, während die Normandie an seinen älteren Bruder Robert Kurzhose ging. Stand bis zuletzt gegen den französischen König. Ließ die Westminster Hall errichten. |
|      | Heinrich I. Beauclerc Henri Beauclerc (* um 1068; † 1. Dezember 1135)            | 1100–1135        | Bruder des Vorgängers                   | Besiegte seinen Bruder Robert Kurzhose 1106 in der Schlacht bei Tinchebray und vereinte so wieder das anglo-normannische Reich seines Vaters. Verteidigte sein Reich gegen die Ansprüche seines Neffen Wilhelm Clito, den er 1119 in der Schlacht von Brémule besiegte. Etablierte ein „administratives Königtum“ mit einer effizienten Verwaltung und Rechtsprechung. Nach dem Tod seines Erbsohnes beim Untergang des Weißen Schiffs 1120 bestimmte er seine Tochter zur Erbin. |
|      | Stephan Étienne de Blois (* 1097; † 25. Oktober 1154)                            | 1135–1141        | Neffe des Vorgängers                    | Usurpierte den Thron gegen seine Cousine Matilda und löste damit den englischen Bürgerkrieg (the Anarchy) aus. Dies führte zu einem politischen Erstarken des baronialen Standes. Musste die Macht nach seiner Gefangennahme in der Schlacht von Lincoln 1141 kurzzeitig an Matilda abtreten. |
|      | Matilda die Kaiserin Mathilde l’emperesse (* 1102; † 10. September 1167)         | 1141             | Tochter von Heinrich I.                 | Witwe Kaiser Heinrichs V. und in zweiter Ehe mit Graf Gottfried Plantagenet von Anjou verheiratet. Kämpfte gegen ihren Cousin Stephan um den Thron. Übernahm 1141 kurzzeitig die Macht, ohne aber gekrönt zu werden. War nach der Schlacht von Winchester 1141 und der Freilassung Stephans gezwungen, das Land wieder zu verlassen. |
|      | Stephan Étienne de Blois (* 1097; † 25. Oktober 1154)                            | 1141–1154        |                                         | Kämpfte nach seiner Freilassung weiter gegen Matilda und die Anjou, gegen die er 1144 die Normandie verlor. Musste 1153 im Vertrag von Wallingford den Sohn von Matilda schließlich als Erben anerkennen. |

### Angevinische Dynastie (Haus Plantagenet) (1154–1399)
| Bild                                                                          | Name Alternativnamen (Lebensdaten)                                                                 | Regierungs- zeit                                                 | Verwandt- schaft | Anmerkungen |
| ----------------------------------------------------------------------------- | -------------------------------------------------------------------------------------------------- | ---------------------------------------------------------------- | --- | --- |
|                                                                               | Heinrich II. Kurzmantel Henri Court-manteau (* 5. März 1133; † 6. Juli 1189)                       | 1154–1189                                                        | Sohn von Matilda | Begründete durch seine Ehe mit Eleonore von Aquitanien das angevinische Reich. Befand sich im ständigen Kampf gegen seine Söhne und den französischen König. Festigte die englische Königsmacht gegenüber den Baronen. |
| Heinrich der Jüngere Henri le jeune roi (* 28. Februar 1155; † 11. Juni 1183) | 1170–1183                                                                                          | Sohn von Heinrich II.                                            | Mitkönig seines Vaters. Starb während des Aufstands gegen ihn. | |
|                                                                               | Richard I. Löwenherz Richard Cœur de Lion/Richard Lionheart (* 8. September 1157; † 6. April 1199) | 1189–1199                                                        | Sohn bzw. Bruder der Vorgänger | Führte den dritten Kreuzzug (1190–1192) an und geriet in die Gefangenschaft des römisch-deutschen Kaisers. Behauptete sich anschließend erfolgreich gegen den französischen König Philipp II. August im Kampf um seine kontinentalen Besitzungen. Starb bei der Unterwerfung eines seiner Vasallen. |
|                                                                               | Johann Ohneland Jean sans Terre/John Lackland (* 24. Dezember 1167; † 19. Oktober 1216)            | 1199–1216                                                        | Bruder des Vorgängers | Unter ihm brach das angevinische Reich zusammen. Normandie, Anjou, Maine und Touraine gingen an den französischen König verloren. Führte erfolgreiche Feldzüge nach Irland und Wales, unterlag gegen Frankreich 1214 bei Roche-aux-Moines und Bouvines. Nach der Revolte seiner Barone musste er 1215 die Magna Charta unterzeichnen. Sein Versuch, diese zu revidieren, führte zum „First Baron’s War“ und der Invasion des französischen Prinzen Ludwig. Starb weitgehend entmachtet. |
| Ludwig der Löwe (* 5. September 1187; † 8. November 1226)                     | 1216–1217                                                                                          | Ehemann der Blanka von Kastilien, einer Enkelin von Heinrich II. | Prinz der französischen Kapetinger-Dynastie. Wurde von den rebellierenden englischen Baronen zum König proklamiert, aber nicht gekrönt. Die Anhänger Johanns krönten nach dessen Tod den unmündigen Heinrich III. zum König. Nach den Niederlagen bei Lincoln und Sandwich 1217 ließ Ludwig seine Thronansprüche fallen. | |
|                                                                               | Heinrich III. Henry of Winchester (* 1. Oktober 1207; † 16. November 1272)                         | 1216–1272                                                        | Sohn des Vorgängers | Stand in den ersten Jahren seiner Herrschaft unter dem Einfluss ausländischer Favoriten, gegen welche die englischen Barone regelmäßig aufbegehrten. Verlor Aquitanien an die französische Krone und war gegen Ludwig IX. den Heiligen 1242 bei Taillebourg unterlegen. Schloss mit diesem 1259 den Vertrag von Paris, der ihm die Gascogne und einen Teil Aquitaniens sicherte, als Vasall Frankreichs. Stand im ständigen Konflikt mit seinen Baronen und musste 1258 die Provisions of Oxford akzeptieren. Seine anschließende Revisionspolitik führte zum „Second Baron’s War“, in dem er nach der Schlacht von Lewes 1264 von Simon de Montfort faktisch entmachtet wurde. Nach der Schlacht von Evesham 1265 wieder im Besitz der Herrschergewalt, musste er dennoch den Baronen weitgehende Mitspracherechte einräumen. Erbaute den Westminster Palace und ließ die Westminster Abbey zur königlichen Grablege ausbauen. |
|                                                                               | Eduard I. Edward Longshanks (* 17. Juni 1239; † 7. Juli 1307)                                      | 1272–1307                                                        | Sohn des Vorgängers | Bereits als Prinz ein herausragender politischer und militärischer Akteur, wurde er König während seines Kreuzzugs (1270–1272). Geriet mit König Philipp IV. dem Schönen in Konflikt um seine französischen Besitzungen und unterwarf das Fürstentum Wales. Sein aggressives Ausgreifen auf Schottland führte zum Ausbruch des schottischen Unabhängigkeitskriegs, gegen den er hart vorging („Schottenhammer“). Berief 1295 das Modellparlament ein. |
|                                                                               | Eduard II. Edward of Caernarvon (* 25. April 1284; † 21. September 1327)                           | 1307–1327                                                        | Sohn des Vorgängers | Seine Günstlingspolitik (Piers Gaveston, Hugh le Despenser) provozierte Adelsrevolten. Unterlag gegen die Schotten in der Schlacht von Bannockburn 1314, wurde von seiner Ehefrau entmachtet und vermutlich auch ermordet. |
|                                                                               | Eduard III. (* 13. November 1312; † 21. Juni 1377)                                                 | 1327–1377                                                        | Sohn des Vorgängers | Entmachtete seine Mutter und deren Günstling. Festigte die Königsmacht nach innen und begünstigte einen wirtschaftlichen Aufschwung. Formulierte einen Anspruch auf den französischen Thron und löste damit 1337 den hundertjährigen Krieg gegen Frankreich aus. Nach dem Sieg bei Crécy 1346 gewann er Calais als ständigen kontinentalen Brückenkopf und sicherte sich nach dem Sieg bei Poitiers 1356 zeitweise größere Gebiete in Frankreich. Wurde im Alter zunehmend von Günstlingen beeinflusst und verlor die meisten Territorien auf dem Kontinent wieder an Frankreich. Gründete den Hosenbandorden. |
|                                                                               | Richard II. Richard of Bordeaux (* 1367; † 14. Februar 1400)                                       | 1377–1399                                                        | Enkel des Vorgängers | Unterdrückte den Bauernaufstand des Wat Tyler und stand in Konflikt mit dem Parlament. Führte den Hundertjährigen Krieg nicht energisch fort und geriet deshalb gegenüber Frankreich in die Defensive. Wurde vom Parlament zugunsten seines Cousins Heinrich Bolingbroke abgesetzt und kurz darauf ermordet. |

### Haus Lancaster(1399–1461)
| Bild | Name Alternativnamen (Lebensdaten)                                      | Regierungs- zeit | Verwandt- schaft      | Anmerkungen |
| ---- | ----------------------------------------------------------------------- | ---------------- | --------------------- | --- |
|      | Heinrich IV. Henry of Bolingbroke (* 1366/67; † 20. März 1413)          | 1399–1413        | Enkel von Eduard III. | Behauptete seine Thronübernahme gegen weitere Prätendenten und unterdrückte den Aufstand der Percy-Familie in Nordengland. Ging ebenfalls gegen die Lollarden und gegen die nach Unabhängigkeit strebenden Waliser vor. |
|      | Heinrich V. Henry of Monmouth (* 16. September 1387; † 31. August 1422) | 1413–1422        | Sohn des Vorgängers   | Zerschlug die Lollarden-Bewegung und unterdrückte den Aufstand der Waliser. Eröffnete die zweite Phase des hundertjährigen Krieges, siegte vollständig über die Franzosen in der Schlacht von Azincourt 1415 und eroberte den gesamten Norden Frankreichs bis zur Loire. Wurde im anschließenden Vertrag von Troyes 1419 als Erbe Frankreichs anerkannt, ohne aber je zu dessen König gekrönt zu werden. |
|      | Heinrich VI. (* 6. Dezember 1421; † 21. Mai 1471)                       | 1422–1461        | Sohn des Vorgängers   | Mit dem Auftreten der Jeanne d’Arc geriet die englische Position in Frankreich in die Defensive. Verlor bis 1429 Orléans und Reims an Karl VII., wurde 1431 dennoch zum König von Frankreich gekrönt. Bis 1443 folgte der Verlust aller Territorien auf dem Festland bis auf Calais. Die Niederlage bei Castillon 1453 ließ den Hundertjährigen Krieg ausklingen. Darauf folgte 1455 in England der Ausbruch der Rosenkriege, in denen das Haus York einen Anspruch auf den Thron erhob. Durch eine zunehmende Geisteskrankheit regierungsunfähig geworden, wurde Heinrich VI. nach mehreren Niederlagen seiner Partei 1461 erstmals abgesetzt. |

### Haus York(1461–1470)
| Bild | Name Alternativnamen (Lebensdaten)                            | Regierungs- zeit | Verwandt- schaft           | Anmerkungen |
| ---- | ------------------------------------------------------------- | ---------------- | -------------------------- | --- |
|      | Eduard IV. Edward of York (* 28. April 1442; † 9. April 1483) | 1461–1470        | Ur-Urenkel von Eduard III. | Erkämpfte sich 1461 erfolgreich den englischen Thron, verlor ihn aber 1470 nach dem Verrat des Richard Neville (Warwick the Kingmaker). |

### Haus Lancaster(1470–1471)
| Bild | Name Alternativnamen (Lebensdaten)                | Regierungs- zeit | Verwandt- schaft | Anmerkungen |
| ---- | ------------------------------------------------- | ---------------- | ---------------- | --- |
|      | Heinrich VI. (* 6. Dezember 1421; † 21. Mai 1471) | 1470–1471        |                  | Durch Warwick the Kingmaker 1470 erneut auf den Thron gehoben, wurde seine Partei von York 1471 bei Barnet und Tewkesbury entscheidend geschlagen. Wurde darauf erneut abgesetzt und schließlich ermordet. |

### Haus York(1471–1485)
| Bild | Name Alternativnamen (Lebensdaten)                                        | Regierungs- zeit | Verwandt- schaft     | Anmerkungen |
| ---- | ------------------------------------------------------------------------- | ---------------- | -------------------- | --- |
|      | Eduard IV. Edward of York (* 28. April 1442; † 9. April 1483)             | 1471–1483        |                      | Organisierte nach seiner Entmachtung 1470 aus dem niederländischen Exil heraus seine Rückkehr nach England. Besiegte 1471 die Lancaster entscheidend bei Barnet und bei Tewkesbury, was zur erneuten Absetzung Heinrichs VI. und zweiten Thronbesteigung Eduards IV. führte. Stabilisierte die Herrschaft nach innen und verbündete sich mit Burgund gegen Frankreich. Förderte durch eine effiziente Wirtschaftspolitik die ökonomische Erholung des Landes. |
|      | Eduard V. (* 1470; † vermutlich 1483)                                     | 1483             | Sohn des Vorgängers  | Wurde von seinem Onkel Richard of Gloucester kurz nach seiner Thronbesteigung als angeblich illegitimer Sohn Eduards IV. abgesetzt, mit seinem Bruder Richard of York in den Tower gesperrt (Prinzen im Tower) und dort angeblich ermordet. |
|      | Richard III. Richard of Gloucester (* 2. Oktober 1452; † 22. August 1485) | 1483–1485        | Onkel des Vorgängers | Übernahm den Thron durch die Absetzung seines Neffen. Gegen ihn erhob sich Henry Tudor als Erbe der Lancaster, der ihn in der Schlacht von Bosworth schlug und tötete. Letzter Plantagenet auf dem englischen Thron. |

### Haus Tudor(1485–1603)
| Bild                            | Name Alternativnamen (Lebensdaten)                                                    | Regierungs- zeit     | Verwandt- schaft                                          | Anmerkungen |
| ------------------------------- | ------------------------------------------------------------------------------------- | -------------------- | --------------------------------------------------------- | --- |
|                                 | Heinrich VII. Henry Tudor (* 28. Januar 1457; † 21. April 1509)                       | 1485–1509            | Ur-Ur-Urenkel von Eduard III.                             | Mütterlicherseits ein Abkömmling der Lancaster, heiratete er die Erbin des Hauses York. Besiegte 1485 Richard III. auf Bosworth Field und beendete somit die Rosenkriege. Behauptete sich gegen York-Prätendenten und befriedete das Land nach innen und außen.                                                                                       |
|                                 | Heinrich VIII. (* 28. Juni 1491; † 28. Januar 1547)                                   | 1509–1547            | Sohn des Vorgängers                                       | Bekämpfte die letzten Restaurationsversuche der York. Löste 1531 die Kirche von England von der Suprematie des Papstes und machte die Krone zu deren Oberhaupt (Anglikanismus), trat aber gegen den Protestantismus auf. Ließ zwei seiner sechs Ehefrauen exekutieren. Seit 1541 auch König von Irland.                                               |
|                                 | Eduard VI. (* 12. Oktober 1537; † 6. Juli 1553)                                       | 1547–1553            | Sohn des Vorgängers                                       | Seine Herrschaft wurde von den Lordprotektoren Edward Seymour, 1. Duke of Somerset, und John Dudley, 1. Duke of Northumberland, wahrgenommen, die beide den Protestantismus in England förderten. |
|                                 | Jane Jane Grey (* 1537; † 12. Februar 1554)                                           | 1553                 | Urenkelin von Heinrich VII.                               | Wurde von Northumberland am 10. Juli 1553 zur Königin proklamiert, aber nicht gekrönt. Wurde bereits am 19. Juli von den Anhängern Marias abgesetzt und ein Jahr später hingerichtet. |
|                                 | Maria I. Maria die Katholische; Bloody Mary (* 18. Februar 1516; † 17. November 1558) | 1553–1558            | Tochter von Heinrich VIII.                                | Initiierte in England eine katholische Reaktion zur Eindämmung des Protestantismus, die von Massenverbrennungen begleitet wurde. Trat Calais als letzten englischen Kontinentalbesitz an Frankreich ab. |
| Philipp Philipp II. von Spanien | 1554–1558                                                                             | Ehemann von Maria I. | Mitkönig seiner Frau in England.                          | |
|                                 | Elisabeth I. Elizabeth the Virgin Queen (* 7. September 1533; † 24. März 1603)        | 1558–1603            | Halbschwester der Vorgängerin, Tochter von Heinrich VIII. | Löste die englische Kirche endgültig vom Katholizismus und führte sie dem Protestantismus zu. Begründete die Seemachtstellung Englands und verteidigte diese gegen Spanien (Untergang der spanischen Armada 1588). Das Elisabethanische Zeitalter markierte einen Höhepunkt in der wirtschaftlichen, kulturellen und politischen Geschichte Englands. |

### Haus Stuart(1603–1649)
| Bild | Name Alternativnamen (Lebensdaten)               | Regierungs- zeit | Verwandt- schaft                                    | Anmerkungen |
| ---- | ------------------------------------------------ | ---------------- | --------------------------------------------------- | --- |
|      | Jakob I. (* 19. Juni 1566; † 27. März 1625)      | 1603–1625        | Ur-Urenkel von Heinrich VII., Sohn von Maria Stuart | Als Jakob VI. auch König von Schottland. Unter seiner Herrschaft wurde die erste englische Siedlung in Nordamerika gegründet (Jamestown). Stand im Konflikt mit dem Parlament. |
|      | Karl I. (* 19. November 1600; † 30. Januar 1649) | 1625–1649        | Sohn des Vorgängers                                 | Auch König von Schottland. Regierte ohne das Parlament und provozierte gegen das von den Puritanern dominierte Unterhaus einen Bürgerkrieg. Seine Anhänger wurden von dem Parlamentsheer unter Oliver Cromwell geschlagen, er selbst des Hochverrats verurteilt und enthauptet. Danach wurde England zur Republik. |

### Commonwealth of England(1649–1660)
| Bild | Name Alternativnamen (Lebensdaten)                      | Regierungs- zeit | Verwandt- schaft                 | Anmerkungen |
| ---- | ------------------------------------------------------- | ---------------- | -------------------------------- | --- |
|      | Oliver Cromwell (* 25. April 1599; † 3. September 1658) | 1649–1658        | Cousin 13. Grades des Vorgängers | Als Lordprotektor de facto Herrscher des republikanischen England. Unterwarf Schottland und Irland der englischen Herrschaft und ging aus dem ersten anglo-niederländischen Krieg siegreich hervor. |
|      | Richard Cromwell (* 4. Oktober 1626; † 12. Juli 1712)   | 1658–1659        | Sohn des Vorgängers              | Gab das Amt des Lordprotektors auf, worauf die Restauration des Stuartkönigtums folgte. |

### Haus Stuart(1660–1707)
| Bild      | Name Alternativnamen (Lebensdaten)                                                                                            | Regierungs- zeit      | Verwandt- schaft        | Anmerkungen |
| --------- | --- | --------------------- | ----------------------- | --- |
|           | Karl II. (* 29. Mai 1630; † 6. Februar 1685)                                                                                  | 1660–1685             | Sohn von Karl I.        | Bereits 1651 zum König von Schottland gekrönt, musste aber nach der Niederlage von Worcester gegen Cromwell nach Frankreich fliehen. Die Amtsaufgabe Richard Cromwells ermöglichte 1660 die Restauration des Königtums in England unter Anerkennung des Parlaments. Karl geriet aber wegen seiner Ehe mit einer katholischen Prinzessin in Konflikt mit dem Parlament. War im zweiten anglo-niederländischen Krieg unterlegen, konnte aber die Kolonie Nieuw Amsterdam (später New York) gewinnen.                                                               |
|           | Jakob II. (* 14. Oktober 1633; † 16. September 1701)                                                                          | 1685–1689             | Bruder des Vorgängers   | Als Jakob VII. auch König von Schottland. Bekannte sich als letzter englischer König zur römisch-katholischen Konfession und stand deshalb im ständigen Konflikt mit dem Parlament. Sein Versuch, einen absolutistischen Herrschaftsstil zu etablieren führte zu seiner Absetzung in der Glorious Revolution durch Tochter und Schwiegersohn. |
|           | Maria II. (* 30. April 1662; † 28. Dezember 1694) und Wilhelm III. Wilhelm von Oranien (* 14. November 1650; † 19. März 1702) | 1689–1694             | Tochter des Vorgängers  | Durch die Glorious Revolution gemeinsam auf den Thron Englands, Schottlands und Irlands gehoben, erkannten sie die in England üblichen Gesetze und Freiheiten in der Bill of Rights an, womit der Staat eine konstitutionelle Form annahm. Nach dem Tod seiner Frau konnte Wilhelm aus eigenem Recht weiterregieren und behauptete sein Königtum gegen die Jakobiten in Schottland und Irland (Schlacht am Boyne, 1690). Im Act of Settlement 1701 wurden Katholiken von der Thronfolge ausgeschlossen. Bildete mit Habsburg die Große Allianz gegen Frankreich. |
| 1689–1702 | Maria II. (* 30. April 1662; † 28. Dezember 1694) und Wilhelm III. Wilhelm von Oranien (* 14. November 1650; † 19. März 1702) | Ehemann von Maria II. |                         | Durch die Glorious Revolution gemeinsam auf den Thron Englands, Schottlands und Irlands gehoben, erkannten sie die in England üblichen Gesetze und Freiheiten in der Bill of Rights an, womit der Staat eine konstitutionelle Form annahm. Nach dem Tod seiner Frau konnte Wilhelm aus eigenem Recht weiterregieren und behauptete sein Königtum gegen die Jakobiten in Schottland und Irland (Schlacht am Boyne, 1690). Im Act of Settlement 1701 wurden Katholiken von der Thronfolge ausgeschlossen. Bildete mit Habsburg die Große Allianz gegen Frankreich. |
|           | Anne (* 16. Februar 1665; † 1. August 1714)                                                                                   | 1702–1707             | Schwester von Maria II. | Letzte Stuartkönigin von England, Schottland und Irland. Unter ihrer Regentschaft stand England im spanischen Erbfolgekrieg gegen Frankreich. Wurde 1707 die erste Königin von Großbritannien. |

| Durch den Act of Union wurde am 1. Mai 1707 die seit einem Jahrhundert bestehende Personalunion zwischen England und Schottland aufgelöst und durch eine Realunion ersetzt. Damit wurde das Königreich Großbritannien begründet, welches weiterhin mit Irland in Personalunion vereint blieb. Die Liste der britischen Monarchen listet seine Herrscher auf. |